# IDO
IDO är en tillverkare av VVS-produkter. IDO grundades 1931 i Stockholm för tillverkning av toalettstolar enligt Elof Lundbergs konstruktion av en lågspolande toalett. Idag sker tillverkningen i Ekenäs i Finland. IDO ägs av Geberit som 2015 köpte upp IDO:s ägare Sanitec.